# Rävmarkens naturreservat
Rävmarkens naturreservat är ett naturreservat i Dals-Eds kommun i Västra Götalands län.
Området är naturskyddat sedan 2024 och är 109 hektar stort. Reservatet ligger vid norska gränsen med Gäddevattnet i öster och består främst av tallnaturskog men även av grov granskog.